# Фільтрувальний матеріал
Фільтрувальний матеріал - матеріал, придатний для здійснення фільтрації.

## Приклади
- Фільтрувальний п а п і р – непроклеєний чистий волокнистий папір для відокремлення завислих твердих частинок від рідини.

- Фільтрувальні с і т к и – сітки для фільтрування (покриття фільтрових труб тощо). Виготовляються з заліза, міді, пластмаси, скловолокна тощо.